# Духовницкий район
Духовни́цкий райо́н — административно-территориальная единица (район) и муниципальное образование (муниципальный район) в Саратовской области России.
Административный центр — рабочий посёлок Духовницкое.

## География
Расположен в северной части области на левом берегу реки Волги. Богатство района — чернозёмные почвы, лучшие в Левобережье.
Территория района — около 2 тыс. км².
Протяжённость автодорог общего пользования с твёрдым покрытием — 197,2 км.

## История
Район образован 23 июля 1928 года как Липовский с центром в с. Липовка в составе Пугачёвского округа Нижне-Волжского края. В его состав вошла территория бывшей Липовской волости Пугачёвского уезда Самарской губернии. В этом же году райцентр был перенесён в село Духовницкое и переименован в Духовницкий.
С 10 января 1934 года район был в составе Саратовского края, с 5 декабря 1936 года — в Саратовской области.
В 1963 году район был упразднён, а в 1965 году восстановлен.

## Население
| Годы      | 1939   | 1959   | 1970   | 1979   |
| --------- | ------ | ------ | ------ | ------ |
| Население | 27 167 | 18 539 | 19 213 | 17 531 |

| 1989    | 2002    | 2009    | 2010    | 2011    | 2012    |
| ------- | ------- | ------- | ------- | ------- | ------- |
| 16 534  | ↘15 300 | ↘14 304 | ↘12 951 | ↘12 907 | ↘12 802 |
| 2013    | 2014    | 2015    | 2016    | 2017    | 2018    |
| ↘12 664 | ↘12 507 | ↘12 227 | ↘12 013 | ↘11 799 | ↘11 603 |
| 2019    | 2020    | 2021    |         |         |         |
| ↘11 355 | ↘11 039 | ↘10 537 |         |         |         |

### Урбанизация
В городских условиях (рабочий посёлок Духовницкое) проживают  43,92 % населения района.

## Муниципально-территориальное устройство
В Духовницкий муниципальный район входят 7 муниципальных образований, в том числе 1 городское поселение и 6 сельских поселений:
| №        | Муниципальное образование                  | Административный центр      | Количество населённых пунктов | Население | Площадь, км2 |
| -------- | ------------------------------------------ | --------------------------- | ----------------------------- | --------- | ------------ |
| 1e-06    | Городское поселение:                       |                             |                               |           |              |
| 1        | Духовницкое муниципальное образование      | рабочий посёлок Духовницкое | 1                             | 4955      | 67,44        |
| 1.000002 | Сельские поселения:                        |                             |                               |           |              |
| 2        | Берёзово-Лукское муниципальное образование | село Берёзовая Лука         | 3                             | ↘1390     | 420,12       |
| 3        | Брыковское муниципальное образование       | село Брыковка               | 4                             | ↘962      | 472,62       |
| 4        | Горяиновское муниципальное образование     | село Горяиновка             | 4                             | ↗639      | 293,13       |
| 5        | Дмитриевское муниципальное образование     | село Дмитриевка             | 3                             | ↘1254     | 166,62       |
| 6        | Липовское муниципальное образование        | село Липовка                | 2                             | ↘621      | 224,75       |
| 7        | Новозахаркинское муниципальное образование | село Новозахаркино          | 3                             | ↘1043     | 333,03       |

В рамках организации местного самоуправления в 2005 году в новообразованном муниципальном районе были созданы 1 городское и 6 сельских поселений.

## Населённые пункты
В Духовницком районе 20 населённых пунктов, в том числе 19 сельских и 1 городской (рабочий посёлок).
| №  | Населённый пункт | Тип             | Население | Муниципальное образование |
| -- | ---------------- | --------------- | --------- | ------------------------- |
| 1  | Александровка    | деревня         | ↘88       | Горяиновское              |
| 2  | Берёзовая Лука   | село            | ↘534      | Берёзово-Лукское          |
| 3  | Богородское      | село            | ↘314      | Брыковское                |
| 4  | Брыковка         | село            | ↘451      | Брыковское                |
| 5  | Вечный Хутор     | деревня         | ↘292      | Дмитриевское              |
| 6  | Горяиновка       | село            | ↘393      | Горяиновское              |
| 7  | Григорьевка      | село            | ↘295      | Брыковское                |
| 8  | Дмитриевка       | село            | ↘782      | Дмитриевское              |
| 9  | Дубовое          | село            | ↘458      | Берёзово-Лукское          |
| 10 | Духовницкое      | рабочий посёлок | ↘4628     | Духовницкое               |
| 11 | Левенка          | село            | ↘287      | Липовское                 |
| 12 | Липовка          | село            | ↘501      | Липовское                 |
| 13 | Никольское       | село            | ↘341      | Брыковское                |
| 14 | Новозахаркино    | село            | ↘688      | Новозахаркинское          |
| 15 | Озерки           | село            | ↘504      | Дмитриевское              |
| 16 | Полеводинский    | посёлок         | ↘570      | Новозахаркинское          |
| 17 | Росляково        | деревня         | ↘82       | Горяиновское              |
| 18 | Софьинка         | село            | ↘291      | Горяиновское              |
| 19 | Тамбовский       | посёлок         | ↘82       | Новозахаркинское          |
| 20 | Теликовка        | село            | ↘660      | Берёзово-Лукское          |

### Упразднённые населённые пункты
В 2019 году из перечня населённых пунктов была исключена деревня Грачи.

## Достопримечательности
Архитектурно культурные памятники: курганы (село Брыковка, I-II века), церковь во имя Покрова Божьей Матери (село Липовка, 1826), деревянная церковь с колокольней (село Никольское, 1830).
Леса: Маховский лес, Григорьевская лесная дача (дуб, сосна, берёза, ильм).

## Экономика
Район сельскохозяйственный: производитель зерна, подсолнечника, продукции животноводства и кормов на орошаемых землях. Здесь находятся две крупные оросительные системы, которые в настоящее время не функционируют. Перерабатывающая промышленность не развита, производимое в районе сельскохозяйственное сырьё перерабатывается в основном на предприятиях города Балаково.

## Связь
Мобильная связь
- Мегафон GSM/2G/3G/4G
- МТС GSM/2G/3G/4G
- Tele2 GSM/2G/3G/4G
- Билайн GSM/2G/3G